# Лагеря Прометеус
Лагеря Прометеус (фин. Prometheus-leiri) — неполитические и нерелигиозные лагеря для подростков, возникшие первоначально в Финляндии. Задуманы как альтернатива религиозным лагерям конфирмации. Лагеря названы по имени персонажа греческого мифа титана Прометея, который украл у богов огонь и передал его людям, научив пользоваться им. Лагеря ставят своей целью помочь молодым людям развить самостоятельное мышление и выработать свою собственную философию жизни. Они также помогают принимать ответственность за свои собственные поступки и осознавать причастность к тому, что происходит в мире.
В 2006 году концепция лагерей Прометеус была признана социальной инновацией в Финляндии.

## Общая информация
Первый лагерь Прометеус был организован в 1989 году, когда группа подростков после завершения школьного курса этики выступила с инициативой лагеря, который бы служил альтернативой христианским лагерям конфирмации, которые школьники в Финляндии посещают в 15-летнем возрасте.
Первый лагерь состоялся под эгидой организации Feto ry (Ассоциация учителей философии и этики), а год спустя возникла Ассоциация лагерей Прометеус Финляндии (Protu). В 2009 году движение лагерей Прометеус распространилось в Швецию, где возникла Ассоциация лагерей Прометеус Швеции (Protus Sverige). В 2012 году Ассоциация лагерей Прометеус являлась одной из самых крупных молодёжных организаций Финляндии, наряду с финскими Скаутами и молодёжной организацией Национальной Коалиционной партии.
Участие в лагерях Прометеус и в других мероприятиях Ассоциации не требует приверженности каким-либо идеологическим, политически или религиозным взглядам. Летом 2006 года проведённый среди участников лагерей Прометеус опрос показал, что 20 % участников также посещали другие лагеря, например, конфирмационные лагеря, устраиваемые Евангелическо-лютеранской церковью Финляндии. Примерно такой же процент участников являлся также членами церкви. В 2009 году около трети участников лагеря участвовала также в лагерях конфирмации.
Приблизительно 9740 подростков посетили лагеря Прометеус в период 1990—2008 года. В 2008 году в разных частях Финляндии было организовано 67 лагерей, которые посетило около 1000 подростков, что составляет около 1,5 % данной возрастной группы. В течение ряда лет посещаемость лагерей была относительно стабильной. Так, например, в 2012 году было организовано 69 лагерей с общим количеством участников около 900 человек. В 2010 году Ассоциация лагерей Прометеус организовала 67 лагерей и бюджет данного года составил 464 553 евро. Правительственные гранты составили 82 000 евро. Прямые расходы на проведение лагерей составили 178 599 евро, а расходы на подготовку вожатых и персонала 76 013 евро. Отличительной чертой лагерей является то, что вожатые и персонал работают в качестве волонтеров.

## Структура лагеря
Основной контингент участников лагерей Прометеус — это подростки 8-го и 9-го классов, то есть в возрасте от 14 до 16 лет. Для молодых людей, которые перешли этот возрастной рубеж, организуются так называемые старшие лагеря. Обычно в лагере насчитывается от 7 до 15 участников. Руководит лагерем команда, состоящая из двух взрослых инструкторов и пяти вожатых. Вожатыми обычно становятся молодые люди в возрасте 15-19 лет, как правило бывшие участники летних лагерей Прометеус. Как вожатые, так и инструкторы совместно участвуют в разработке программы лагеря, планировании и проведении мероприятий. Инструктора несут юридическую ответственность за лагерь.
Длительность лагерей Прометеус составляет 8 дней, обычно с воскресенья по воскресенье. Каждый день посвящается отдельной теме. Все лагеря используют следующие темы: дискриминация и терпимость, интоксиканты и зависимость, окружающая среда, общество и социальная активность, человеческие отношения и сексуальность, будущее, мировоззрения и убеждения.

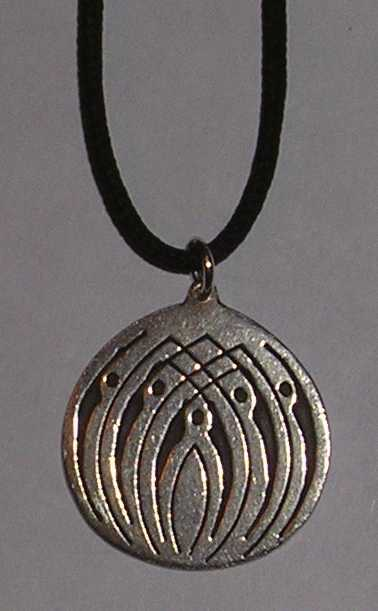
Медальон Прометея

Для участников лагеря создаются условия, в которых они могут делиться своими мнениями и представлениями и обсуждать их, а также учиться принимать во внимание отличающиеся мнения других ребят. Лагеря не используют такие формы работы, как уроки или лекции, работа с темами проходит, в основном, в форме групповых обсуждений. Используются также такие формы, как дебаты, игры, инсценировки, групповые проекты и другие интерактивные формы. Иногда в последний день лагеря приглашается какой-то известный человек в качестве гостя с выступлением.
В последний день лагеря организуется праздник Прометея, на который можно пригласить родителей или друзей. Во время празднования участники лагеря получают венок на голову, сплетенный из свежих веток или цветов, а также медальон Прометея. На обратной стороне медальона выгравировано имя участника, место и дата проведения лагеря.
Ассоциация лагерей Прометеус устраивает специальные лагеря, которые по своим программам и характеру проведения могут отличаться от обычных лагерей. Так, например, в 2009 г. было организовано два театральных лагеря, два лагеря с акцентом на изобразительных искусствах и один туристический лагерь. Каждый год организуется также несколько лагерей для взрослых, то есть для тех, кто старше 20 лет.

## Лагеря Прометеус в литературе
В художественной литературе события романа Kipinä (2006 г.), или «Искра», писательницы Салла Симукка происходит в лагере Прометеус.